# Galdeano
Galdeano (en euskera: Galdio) es un concejo del municipio de Allín, Comunidad Foral de Navarra, España. En 2008 tenía una población de 68 habitantes.

## Toponimia
El nombre original de esta población es Galdiano, tal y como aparece registrado desde su primera aparición en 1257. Esta forma fue la mayoritaria y recurrente desde la Edad Media hasta pasada la Edad Moderna. Se compone de Galdus (nombre de pila) + -ano (sufijo que indica propiedad), significando por tanto "lugar propiedad de Galdus". Con el tiempo, en las lenguas romances se produjo un cambio vocálico -i- > -e-, seguramente por hipercorrectismo, ya que oralmente se sigue respetando la pronunciación en /i/. De esta forma surgió la voz actual Galdeano, atestada aisladamente en 1534, y con posterioridad a partir de 1802.
En euskera, desde finales del siglo XIII se produjo la pérdida de nasal intervocálica: Galdiano > Galdiao > Galdio. Este fenómeno no es aislado, sino que se repite en muchos otros topónimos de la zona como Amillao (Amillano), Bakedao (Baquedano) o Gollao (Gollano), y en general en otros topónimso vascos como Abintzao (Abinzano), Argiñao (Arguiñano), Dorrao (Torrano), Girgillao (Guirguillano), Labio (Labiano), Otao (Otano)... La forma vasca se ha conservado gracias a la toponimia menor y es la recomendada por Euskaltzaindia desde su primer nomenclátor en 1998.

## Demografía
| Evolución demográfica | Evolución demográfica | Evolución demográfica | Evolución demográfica | Evolución demográfica | Evolución demográfica | Evolución demográfica | Evolución demográfica | Evolución demográfica | Evolución demográfica | Evolución demográfica | Evolución demográfica |
| 1996                  | 1998                  | 1999                  | 2000                  | 2001                  | 2002                  | 2003                  | 2004                  | 2005                  | 2006                  | 2007                  | 2008                  |
| --------------------- | --------------------- | --------------------- | --------------------- | --------------------- | --------------------- | --------------------- | --------------------- | --------------------- | --------------------- | --------------------- | --------------------- |
| 60                    | 59                    | 64                    | 63                    | 63                    | 65                    | 65                    | 69                    | 71                    | 70                    | 68                    | 68                    |

## Arte
- Iglesia de San Pedro, del siglo XIII con reformas del siglo XVI.[2]
- Palacio de Galdeano, del siglo XVI.
- Ermita de San Cosme y San Damián, ermita de San Miguel y ermita de Santa Bárbara.